# Marc Huster
Marc Huster (ur. 1 lipca 1970 w Altdöbern) – niemiecki sztangista, dwukrotny wicemistrz olimpijski i wielokrotny medalista mistrzostw świata.

## Kariera
Pierwszy sukces w karierze osiągnął w 1993 roku, kiedy podczas mistrzostw świata w Melbourne zajął drugie miejsce w wadze lekkociężkiej. W zawodach tych rozdzielił na podium Greka Pirosa Dimasa i Kiriła Kunewa z Australii. Na rozgrywanych rok później mistrzostwach świata w Stambule zdobył złoty medal, ustanawiając wynikiem 382,5 kg nowy rekord świata. Pokonał tam Sergo Czachojana z Armenii i Turka Sunaya Buluta. Następnie zajmował drugie miejsce na mistrzostwach świata w Guangzhou w 1995 roku i rozgrywanych rok później igrzyskach olimpijskich w Atlancie, w obu przypadkach przegrywając tylko z Dimasem.
W 1997 roku zwyciężył na mistrzostwach Europy w Rijece, powtarzając ten wynik na mistrzostwach Europy w Riesa w 1998 roku oraz mistrzostwach Europy w A Coruñii rok później. Równocześnie zdobył też srebrny medal na mistrzostwach świata w Lahti w 1998 roku oraz brązowy podczas mistrzostw świata w Atenach w 1999 roku. Ostatni medal zdobył w 2000 roku, zajmując drugie miejsce na igrzyskach olimpijskich w Sydney. Zawody te wygrał Piros Dimas, a trzecie miejsce zajął Gruzin Giorgi Asanidze. Brał również udział w igrzyskach w Barcelonie w 1992 roku, gdzie rywalizację ukończył na siódmej pozycji.
Ośmiokrotnie był mistrzem Niemiec (1992–1996, 1998–2000). Ustanowił trzy rekordy świata.